# Arkadij Filippow
Arkadij Aleksandrowicz Filippow, ros. Аркадий Александрович Филиппов (ur. 1903 we wsi Jekimowo w guberni petersburskiej, zm. 1957) – radziecki polityk i działacz partyjny.
Od 1920 członek RKP(b), 1923–1925 słuchacz gubernialnej szkoły partyjnej w Piotrogrodzie/Leningradzie, 1925–1930 przewodniczący Zarządu Komitetu Związkowego, Komisji Kulturalnej i Komitetu Fabrycznego w Leningradzie, 1930–1931 dyrektor fabryki „Krasnyj malar”. 1931–1933 przewodniczący rejonowej rady związków zawodowych w Leningradzie, 1933–1937 sekretarz fabrycznego komitetu WKP(b) fabryki im. Żdanowa w Leningradzie, 1937 I sekretarz Kirowskiego Komitetu Rejonowego WKP(b) w Leningradzie. Od 1937 do maja 1938 II sekretarz Krasnojarskiego Krajowego Komitetu WKP(b), w maju-czerwcu 1938 p.o. I sekretarza, a od czerwca 1938 do 31 stycznia 1939 I sekretarz Komitetu Obwodowego WKP(b) w Irkucku, później dyrektor Jarosławskich Zakładów Azbestowych i Leningradzkich Zakładów Azbestowych, 1943–1950 przewodniczący komitetu wykonawczego rady rejonowej w Leningradzie, następnie na emeryturze.